# Comune distrettuale di Jurbarkas
Il comune distrettuale di Jurbarkas è uno dei 60 comuni della Lituania, situato nella regione della Samogizia.